# ژیاردیا لامبلیا
ژیاردیا لامبلیا که با نام ژیاردیا اینتستینالیس هم شناخته می‌شود یک انگل تاژک‌دار و تک‌یاخته و تک میزبانه است که در روده کوچک مستقر شده و تولید مثل می‌کند. انگل به‌وسیلهٔ دیسک چسبناک شکمی به بافت پوششی متصل شده و از طریق شکافت یاخته تولیدمثل می‌کند. ژیاردیا از طریق گردش خون، یا بخشهای دیگر دستگاه گوارش گسترش نمی‌یابد بلکه در مجرای
روده کوچک محدود می‌ماند. ژیاردیا تروفوزوئیت مواد غذایی مورد نیاز خود را از مجرای روده کوچک جذب می‌کند و از اندامگان بی‌هوازی است. در صورت رنگ‌آمیزی و تقسیم ارگانیسم الگوی مشخصه آن شبیه نماد آشنای «صورت خندان» است. راه اصلی ابتلای انسان پدیده‌ای رایج به ویژه در بسیاری از کشورهای توسعه نیافته یعنی مصرف فاضلاب تصفیه نشده است. آلودگی آب‌های طبیعی در حوزه‌هایی که چرای حیوانات زیاد است هم اتفاق می‌افتد.

## میزبان
ژیاردیا انسان را آلوده می‌کند، اما یکی از رایج‌ترین انگل‌های آلوده‌کنندهٔ گربه‌ها، سگ‌ها و پرندگان هم است. یک دوجین میزبان از گونه پستانداران شامل گاو، گوسفند و بزهم دارد.